# Смит, Патрик Джон
Патрик Джон Смит (англ. Patrick J. Smith; род. 11 декабря 1932, Нью-Йорк) — американский музыкальный критик и музыковед
.

## Биография
Окончил Принстонский университет (1955). Работал музыкальным обозревателем таких американских специализированных изданий, как High Fidelity, Musical America, Musical Quarterly, Musical Times, а также, в последние годы, журнала New Criterion; исполнял также обязанности нью-йоркского музыкального корреспондента лондонской Times. В 1985—1989 гг. возглавлял программу оперы и музыкального театра Национального фонда искусств США (англ. National Endowment for the Arts). В 1989—2000 гг. главный редактор журнала Opera News (англ. Opera News).
Наиболее известен труд Смита «Десятая муза: Исторический очерк оперного либретто» (англ. The Tenth Muse, a Historical Study of the Opera Libretto; 1970) — определяющая работа в области истории либретто, заложившая основу для формирования либреттологии. В 1983 г. Смит опубликовал также книгу «Год в Метрополитен» (англ. A Year at the Met).